# Венцлова, Андрюс
Андрюс Ве́нцлова (лит. Andrius Venclova; род. 2 февраля 1968, Ленинград) — кинорежиссёр, медиахудожник, фотограф, теоретик искусства.
Сын литовского поэта Томаса Венцлова и внук литовского поэта Антанаса Венцлова.
Один из первых художников России, который начал выставлять видеоинсталляции в пространстве галерей и развивать теорию монтажа видео в реальном времени.

## Биография
В 1987 году снимает на 16 мм киноплёнку фильм «Версия» с группой «Тотальный джаз». В 1988 знакомится с Игорем Мосиным и снимает по его сценарию фильм «Невинная жертва» и видеоклип «24 часа» для группы «Дурное влияние». На показе в ДК «Прогресс» знакомится с Евгением Юфитом, присоединяется к движению «параллельное кино». Начинает жить в сквоте художников на улице Каляева, занимается живописью.
В 1991 году знакомится с Владиславом Мамышевым-Монро и снимает с ним две работы («Гремит Январская Вьюга» и «Смерть Монро»). В этом же году в Нью-Йорке знакомится с Йонасом Мекасом. Проводит по предложению Мекаса показ своих фильмов в Anthology Film Archives.
В 1992 снимает первый фильм на VHS на студии Хенрикаса Гульбинаса (Каунас, Литва) и начинает работать в жанре видеоинсталляции. С 1993 года начинает работать как виджей. C 1993 по 1997 трижды посещает видеофестиваль «OSTranenie» в школе Bauhaus в Дессау. В 1995 году Андрюс Венцлова пишет вместе с Романом Грузовым (Клуб Речников) манифест виджеинга. В 1996 создаёт картину для коллекции Евгения Козлова «2х3 метра» и снимает четыре видеоклипа для группы «Новые Композиторы». В 1996 году выступает на Mayday «Life On Mars», в 1997 на Mayday «Sonic Empire», где знакомится c виджеем Питером Рубиным. В 90-х часто посещает Новую Академию Тимура Новикова и снимает два фильма с тандемом художников «Олег и Виктор» (Виктор Кузнецов и Олег Маслов).
1 мая 1999 года открывается его выставка «Андрюс Венцлова. Культ личности» в галерее Navicula Artis, расположенной в Николаевском Дворце (куратор Иван Чечот). На выставке представлено двенадцать автопортретов и видеоинсталляция «У камина».
В 2000 сменяет имя Андрей на Андрюс, становится режиссёром видео журнала «каМЫши» на 6 канале, начинает создавать флэш-анимацию и сайты с её помощью на компьютере, постепенно переходит к созданию сайтов с помощью классической HTML разметки.
5 ноября 2001 совместно с Олегом Гитаркиным (Нож для Frau Müller/Messer Chups) проводит мультимедиа-шоу на открытии выставки «Портрет в России. XX век» в корпусе Бенуа Русского музея. Для шоу Андрюс создал десять видео клипов на каждую декаду XX века. Создаёт «Схему линий петербургского искусства».
В 2004 открывает сайт faceshop.ru, идеей которого было создание гигантского коллективного портрета России.
В 2006 преподаёт медиа искусство в Институте телевидения, бизнеса и дизайна.
В 2012—2013 годах делает визуальную коммуникацию для мюзикла «Музыка серебряных спиц» режиссёра Виктора Крамера.
С 2014 работает в области фотографии.
В 2015 начинает проект «Портрет в интерьере».
В 2022 году Венцлова принимает участие в фестивале искусства новых медиа CYFEST-14
Живёт и работает в Петергофе.
Произведения Андрюса Венцлова находятся в архиве CYLAND Media Art Lab.

## Фильмография

### Короткометражные фильмы
- Версия (1987)
- Невинная жертва (1988)
- Волкмашина (1990)
- Смерть Монро (1991)
- 50 лиц (1991)
- Лесной Дозор (1991)

### Видеоарт
- Проблемы Вокруг Велосипеда (1993)
- Интересные Люди (1993)
- Другие проблемы (1994)
- Мирей (1995)

### Музыкальные видео
- Дурное влияние: «24 часа» (1988)
- Владислав Мамышев-Монро: «Гремит Январская Вьюга» (1991)
- Новые Композиторы: «Р 10» (1996)
- Новые Композиторы: «Alles Gute Jetzt» (1996)
- Новые Композиторы: «Из Космоса в Космос» (1996)
- Новые Композиторы: «Надежда» (1996)
- L.U.P.O. (Low Spirit): «Bastard» (1996)
- DSM: «Погоня» (1997)
- DJ Groove: «Облако» (1997)
- A.O.K.: «Шпион» (1998)
- Атморави: "Путь без Пути (2012)

### Документальные фильмы
- Сергей Курёхин (1996)
- О фильме «Жесть» (2005)
- Тишина (2011)
- В гостях у Андрея Дмитриева (2016)

## Выставки
GO EAST Party, Dessau, 1993;
Без названия, Галерея 21, Санкт-Петербург, 1994;
Self-identification, Keel, Berlin, Oslo, Sopot, Copenhagen, 1994;
Фестиваль «99-99», Литературно‑мемориальный музей Ф. М. Достоевского, Санкт-Петербург, 1995;
Other Problems, Den Haag Gallery for contemporary Arts, Den Haag, 1995;
Противостояние, Третья реальность, Планетарий, Санкт-Петербург, 1995;
XS to Videorave, OSTranenie’95, Dessau, 1995;
DEAF, Rotterdam, 1995;
Bravo Festival, Braunschweig, 1995;
Предвидение прошлого, Центр современного искусства, Арт Медиа Центр «TV Галерея», Москва, 1996;
Андрюс Венцлова. Культ личности, Navicula Artis, Санкт-Петербург, 1999;
Новые идут!, Московский музей современного искусства в Ермолаевском переулке, Москва, 2012;
Neoacademism in Saint Petersburg, Ludwig Museum, Budapest, 2015;
4 фотобиеннале современной фотографии, Русский музей, Санкт-Петербург, 2016;
История развития мультимедиа искусства Ленинграда — Санкт-Петербурга 1985—2000 годов, Центр современного искусства им. Сергея Курёхина, Санкт-Петербург, 2020;
История развития мультимедиа искусства Ленинграда — Санкт-Петербурга 1985—2000 годов, Национальная галерея Коми, Сыктывкар, 2021;
История развития мультимедиа искусства Ленинграда — Санкт-Петербурга 1985—2000 годов, Фонд культуры «Екатерина», Москва, 2021;
CYFEST-14: Digital Fermentation of the Moving Image, CYLAND Media Art Lab, Ереван, 2022;
Панк-культура. Король и Шут, Севкабель Порт, Санкт-Петербург, 2023.